# لنارت کارل
لنارت کارل (انگلیسی: Lennart Karl؛ زادهٔ ۲۲ فوریهٔ ۲۰۰۸) بازیکن فوتبال اهل آلمان است که در حال حاضر برای بایرن مونیخ در پست هافبک بازی می‌کند.
وی همچنین در تیم‌های ملی فوتبال جوانان آلمان، زیر ۱۶ سال و زیر ۱۷ سال آلمان بازی کرده است.

## دوران باشگاهی
کارل در سال ۲۰۱۵ به آکادمی ویکتوریا آشافنبورگ پیوست و در سال ۲۰۱۷ به آکادمی آینتراخت فرانکفورت رفت. او سپس در سال ۲۰۲۲ دوباره به ویکتوریا آشافنبورگ بازگشت، پیش از آنکه توجه بایرن مونیخ را جلب کند، و در تابستان همان سال به آکادمی آن‌ها پیوست. در فصل ۲۵–۲۰۲۴، او با تیم زیر ۱۷ سال بایرن مونیخ در گروه F لیگ نوجوانان آلمان آغاز به کار کرد و در تنها ۹ بازی، ۱۷ گل و ۸ پاس گل به ثبت رساند. در اکتبر ۲۰۲۴، باشگاه‌های بزرگ اروپایی مانند رئال مادرید و آژاکس علاقه‌مند به جذب او شدند. کارل در حالی که تنها ۱۶ سال داشت، هم‌زمان در ترکیب تیم‌های زیر ۱۷ سال و زیر ۱۹ سال باشگاه در فصل ۲۰۲۴–۲۵ بازی کرد.
در ۴ آوریل ۲۰۲۵، او نخستین دعوت خود را به تیم اصلی بایرن مونیخ دریافت کرد و در بازی خارج از خانه برابر آگسبورگ در چارچوب مسابقات بوندس‌لیگا که با پیروزی ۳–۱ بایرن همراه بود، به عنوان بازیکن ذخیره بدون حضور در زمین در فهرست قرار گرفت. دو ماه بعد، در ۱۵ ژوئن، او نخستین بازی حرفه‌ای خود را در جریان پیروزی ۱۰–۰ برابر اوکلند سیتی در جام جهانی باشگاه‌ها انجام داد.

## دوران ملی
کارل در تیم‌های ملی زیر ۱۵ سال آلمان، زیر ۱۶ سال و زیر ۱۷ سال بازی کرده‌است.

## سبک بازی
کارل یک هافبک هجومی چپ‌پا است که در نقش شماره ۱۰ بازی می‌کند؛ پشت مهاجم قرار می‌گیرد و بازی را در یک‌سوم پایانی میدان هدایت می‌کند. او اغلب از راه دور گل‌زنی می‌کند. به‌خاطر هوش بالایش هنگام مالکیت توپ و مشارکت مؤثر در گل‌ها، با بازیکنانی مانند توماس مولر، مسعود اوزیل و باستین شواین‌اشتایگر مقایسه شده‌است.